# Champagney (Jura)
Cet article possède un paronyme, voir Champagne.
Pour les articles homonymes, voir Champagney.
Champagney est une commune française située dans le département du Jura, la région culturelle et historique de Franche-Comté et la région administrative Bourgogne-Franche-Comté. Les habitants se nomment les Champagnésiens et Champagnésiennes.

## Géographie

### Climat
Pour des articles plus généraux, voir Climat de la Bourgogne-Franche-Comté et Climat du département du Jura.
En 2010, le climat de la commune est de type climat des marges montargnardes, selon une étude du Centre national de la recherche scientifique s'appuyant sur une série de données couvrant la période 1971-2000. En 2020, Météo-France publie une typologie des climats de la France métropolitaine dans laquelle la commune est exposée à un climat semi-continental et est dans une zone de transition entre les régions climatiques « Bourgogne, vallée de la Saône » et « Jura ». 
Pour la période 1971-2000, la température annuelle moyenne est de 10,3 °C, avec une amplitude thermique annuelle de 17,7 °C. Le cumul annuel moyen de précipitations est de 964 mm, avec 11,9 jours de précipitations en janvier et 8,5 jours en juillet. Pour la période 1991-2020, la température moyenne annuelle observée sur la station météorologique de Météo-France la plus proche, « Dole », sur la commune de Dole à 19 km à vol d'oiseau, est de 11,6 °C et le cumul annuel moyen de précipitations est de 1 023,0 mm. 
La température maximale relevée sur cette station est de 40 °C, atteinte le 31 juillet 2020 ; la température minimale est de −24 °C, atteinte le 10 janvier 1985,,. 
Les paramètres climatiques de la commune ont été estimés pour le milieu du siècle (2041-2070) selon différents scénarios d'émission de gaz à effet de serre à partir des nouvelles projections climatiques de référence DRIAS-2020. Ils sont consultables sur un site dédié publié par Météo-France en novembre 2022.

## Urbanisme

### Typologie
Au 1er janvier 2024, Champagney est catégorisée commune rurale à habitat dispersé, selon la nouvelle grille communale de densité à sept niveaux définie par l'Insee en 2022.
Elle est située hors unité urbaine et hors attraction des villes,.

### Occupation des sols
L'occupation des sols de la commune, telle qu'elle ressort de la base de données européenne d’occupation biophysique des sols Corine Land Cover (CLC), est marquée par l'importance des territoires agricoles (51,4 % en 2018), une proportion sensiblement équivalente à celle de 1990 (52,1 %). La répartition détaillée en 2018 est la suivante : 
terres arables (49,7 %), forêts (45,1 %), zones urbanisées (3,5 %), zones agricoles hétérogènes (1,7 %). L'évolution de l’occupation des sols de la commune et de ses infrastructures peut être observée sur les différentes représentations cartographiques du territoire : la carte de Cassini (XVIIIe siècle), la carte d'état-major (1820-1866) et les cartes ou photos aériennes de l'IGN pour la période actuelle (1950 à aujourd'hui).

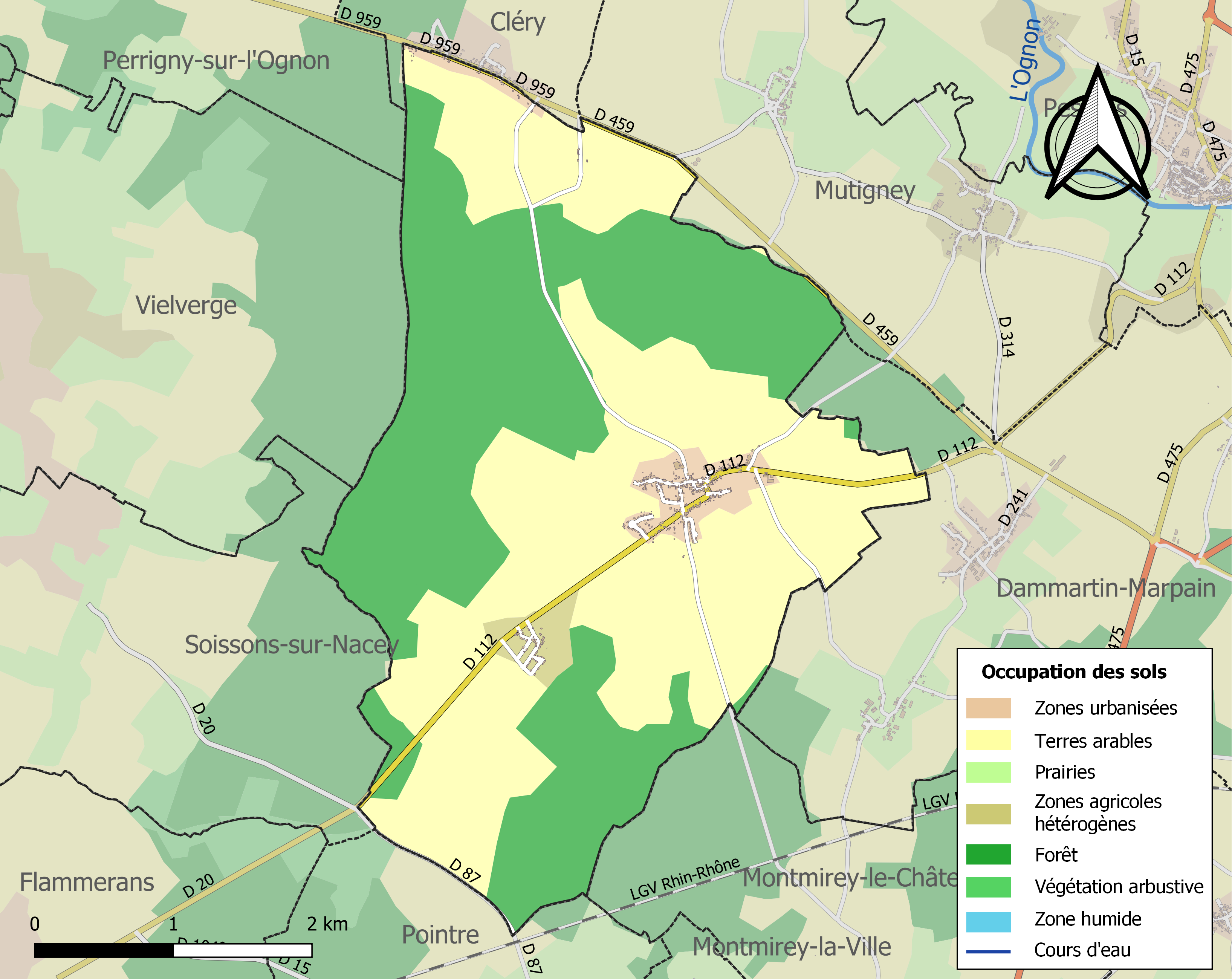
Carte des infrastructures et de l'occupation des sols de la commune en 2018 (CLC).

## Toponymie
Champagney provient du nom romain Campanius.

## Politique et administration
| Période    | Période  | Identité               | Étiquette | Qualité              |
| ---------- | -------- | ---------------------- | --------- | -------------------- |
| 1835       | 1836     | Jean François Thabard  |           |                      |
| 1836       | 1846     | Pierre Thabard         |           |                      |
| 1870       | 1876     | Emile Veuriot          |           |                      |
| 1876       | 1878     | Claude Victor Guichard |           |                      |
| 1878       | 1884     | Jean Garnier           |           |                      |
| 1884       | 1892     | Eugène Verne           |           |                      |
| 1904       | 1908     | Albert Pagney          |           |                      |
| 1908       | 1919     | Louis Joseph Veuriot   |           |                      |
| 1919       |          | M. Piellard            |           |                      |
| 1920       | 1935     | Laurent Eugène Lance   |           |                      |
| avant 1981 | ?        | Mauricette Berthier    |           |                      |
| 2001       | En cours | Pierre Verne           | DVD       | Agriculteur retraité |

## Démographie
L'évolution du nombre d'habitants est connue à travers les recensements de la population effectués dans la commune depuis 1793. Pour les communes de moins de 10 000 habitants, une enquête de recensement portant sur toute la population est réalisée tous les cinq ans, les populations de référence des années intermédiaires étant quant à elles estimées par interpolation ou extrapolation. Pour la commune, le premier recensement exhaustif entrant dans le cadre du nouveau dispositif a été réalisé en 2004.

En 2022, la commune comptait 460 habitants, en évolution de −5,15 % par rapport à 2016 (Jura : −0,81 %, France hors Mayotte : +2,11 %).
| 1793 | 1800 | 1806 | 1821 | 1831 | 1836 | 1841 | 1846 | 1851 |
| ---- | ---- | ---- | ---- | ---- | ---- | ---- | ---- | ---- |
| 330  | 346  | 369  | 387  | 569  | 548  | 585  | 604  | 644  |

| 1856 | 1861 | 1866 | 1872 | 1876 | 1881 | 1886 | 1891 | 1896 |
| ---- | ---- | ---- | ---- | ---- | ---- | ---- | ---- | ---- |
| 584  | 618  | 593  | 564  | 560  | 529  | 502  | 504  | 476  |

| 1901 | 1906 | 1911 | 1921 | 1926 | 1931 | 1936 | 1946 | 1954 |
| ---- | ---- | ---- | ---- | ---- | ---- | ---- | ---- | ---- |
| 437  | 460  | 423  | 349  | 320  | 322  | 303  | 250  | 247  |

| 1962 | 1968 | 1975 | 1982 | 1990 | 1999 | 2004 | 2006 | 2009 |
| ---- | ---- | ---- | ---- | ---- | ---- | ---- | ---- | ---- |
| 263  | 240  | 220  | 205  | 203  | 216  | 279  | 305  | 365  |

| 2014 | 2019 | 2022 | - | - | - | - | - | - |
| ---- | ---- | ---- | - | - | - | - | - | - |
| 472  | 469  | 460  | - | - | - | - | - | - |

## Lieux et monuments
- Château ;
- église Notre-Dame du XVIIIe siècle ;
- tuilerie du château du XIXe siècle, inscrite à l'IGPC depuis 1988[18] ;
- croix du XIXe siècle ;
- statue de la Sainte-Vierge du XIXe siècle ;
- monument aux morts du XXe siècle.

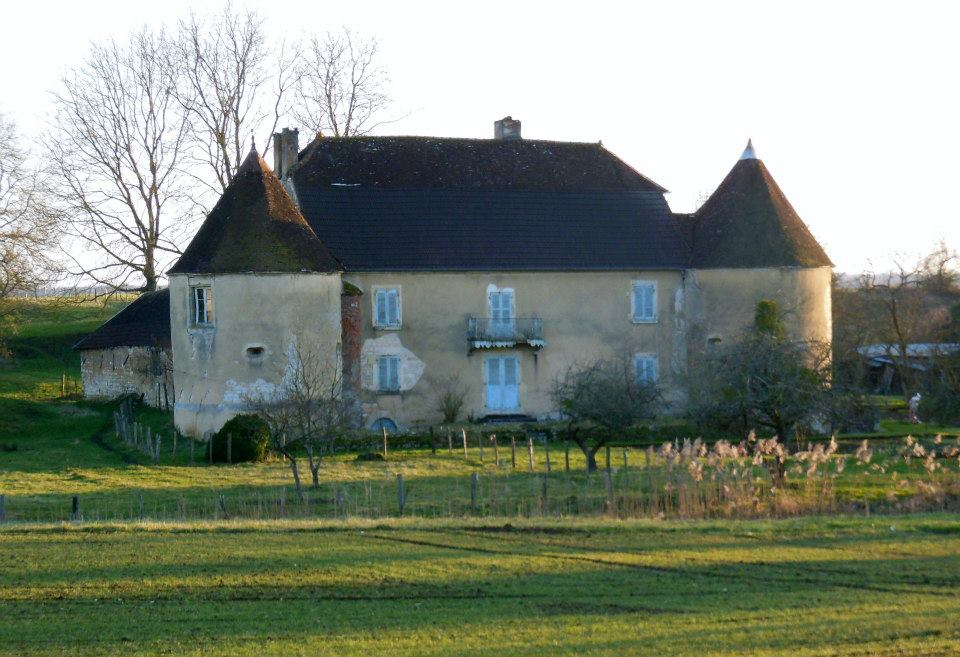
Château.
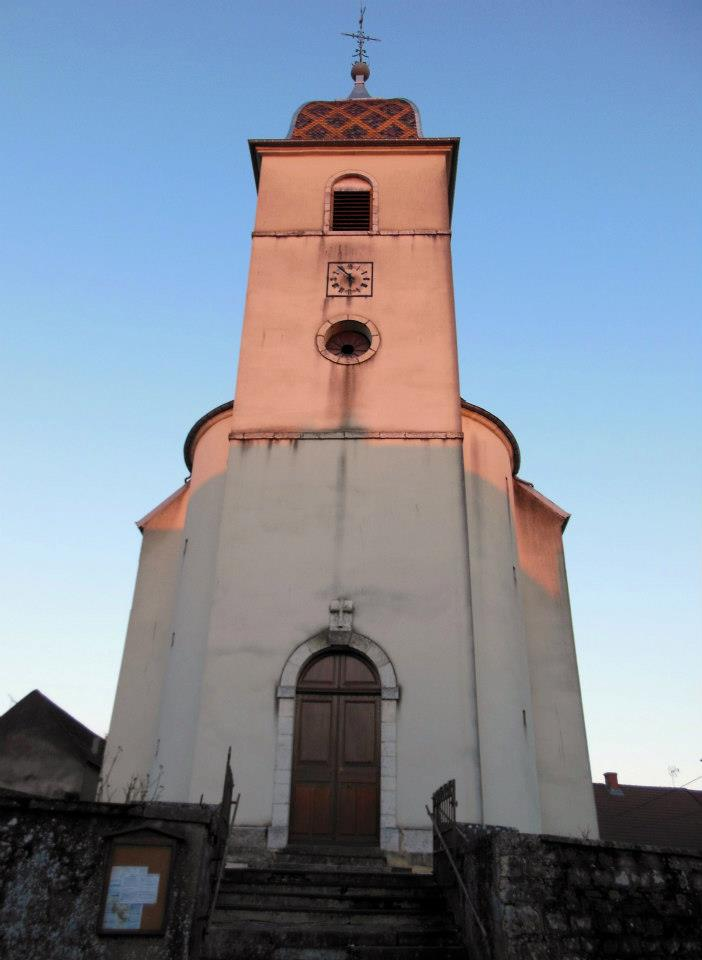
Église Notre-Dame (XVIIIe siècle)
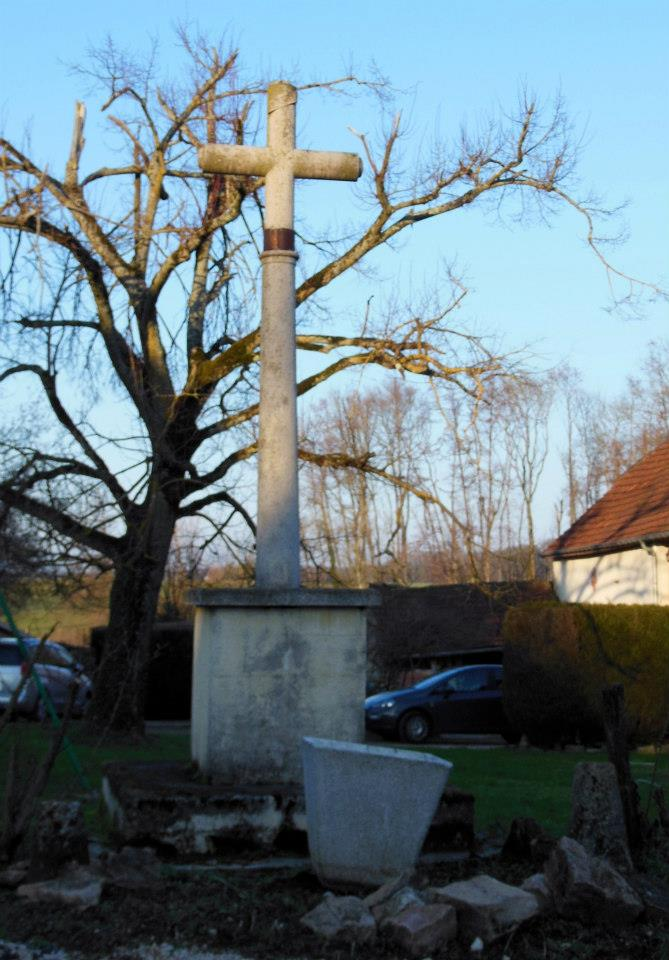
Croix (XIXe siècle)
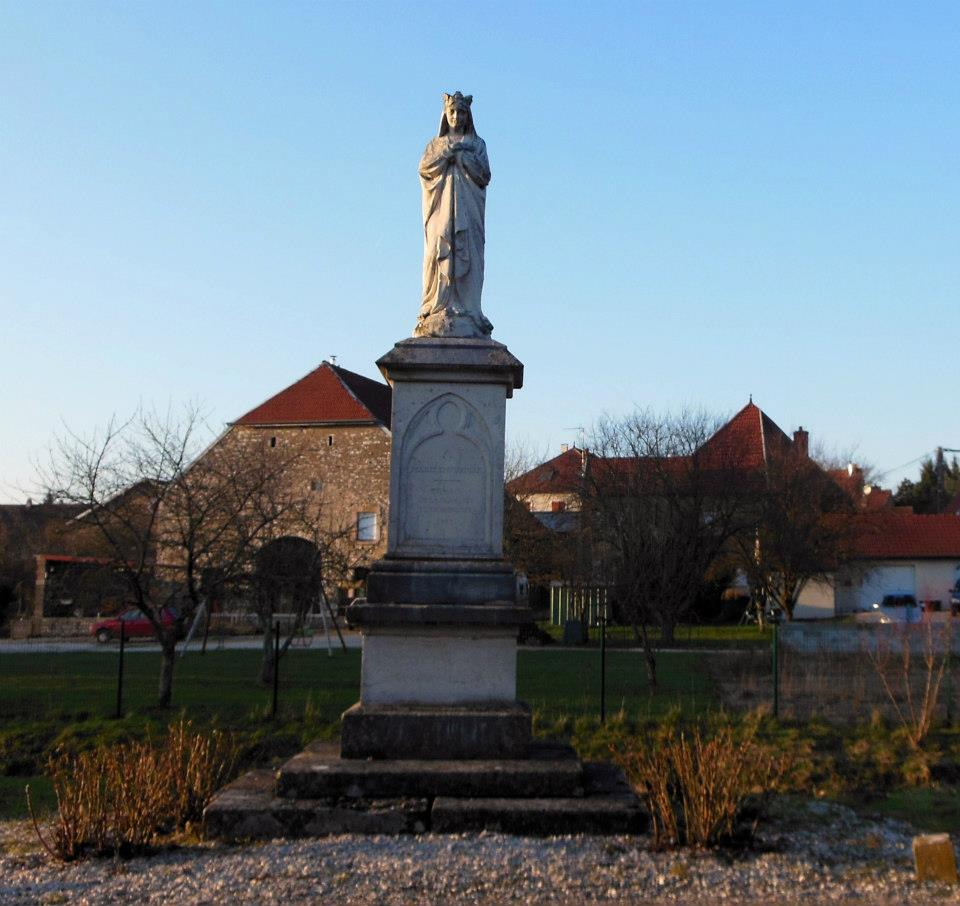
Sainte-Vierge (XIXe siècle)
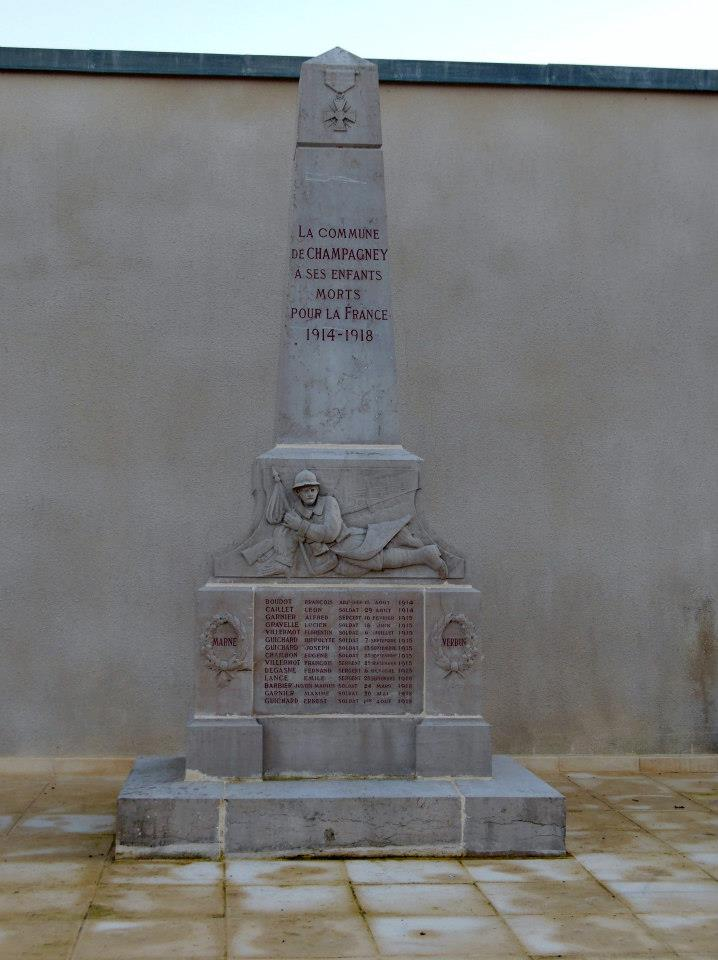
Monument aux morts (XXe siècle)

- Les fontaines : une fontaine-lavoir du XIXe siècle, un lavoir et la fontaine-lavoir de la tuilerie;

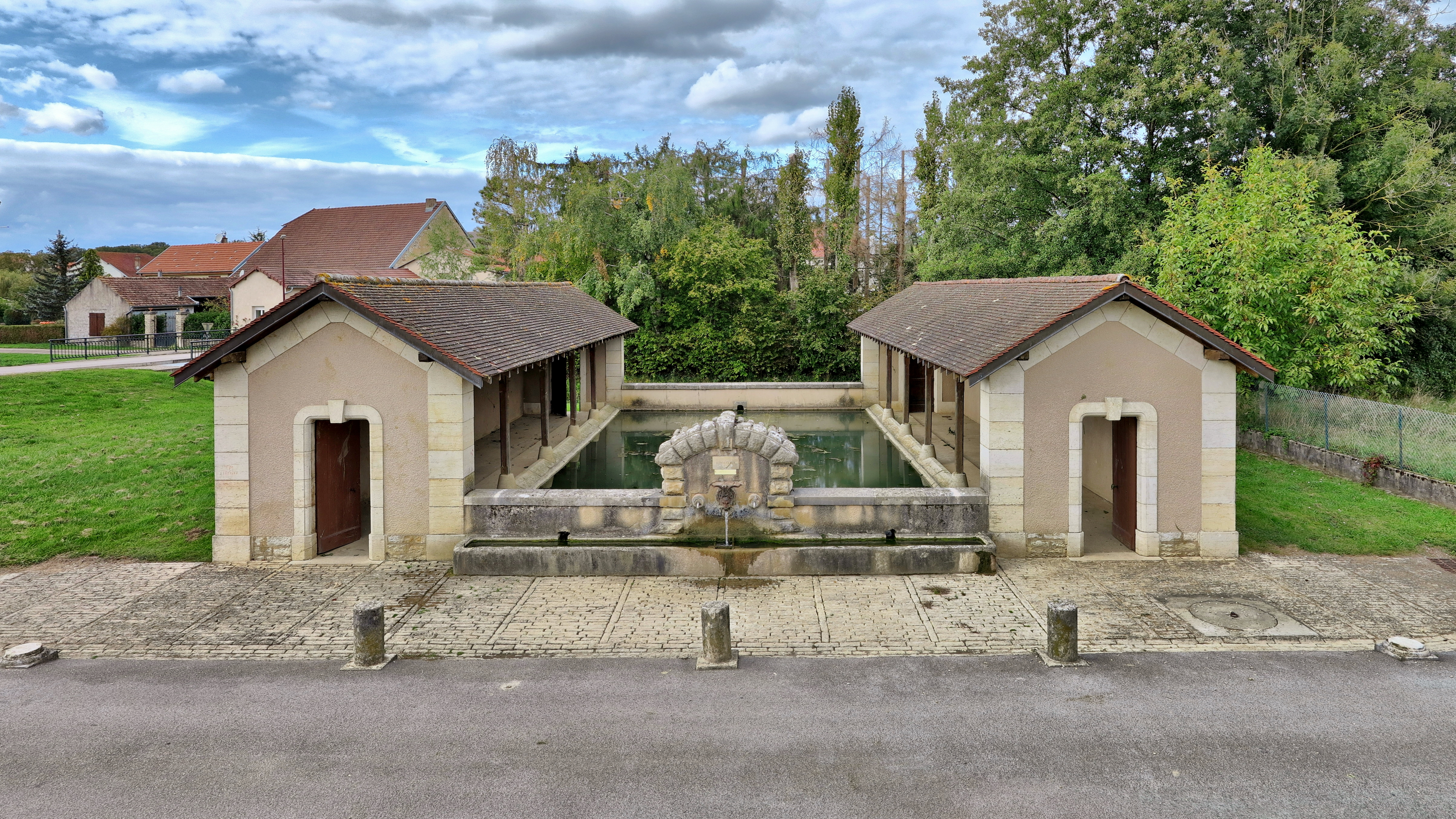
Fontaine-lavoir du XIXe siècle
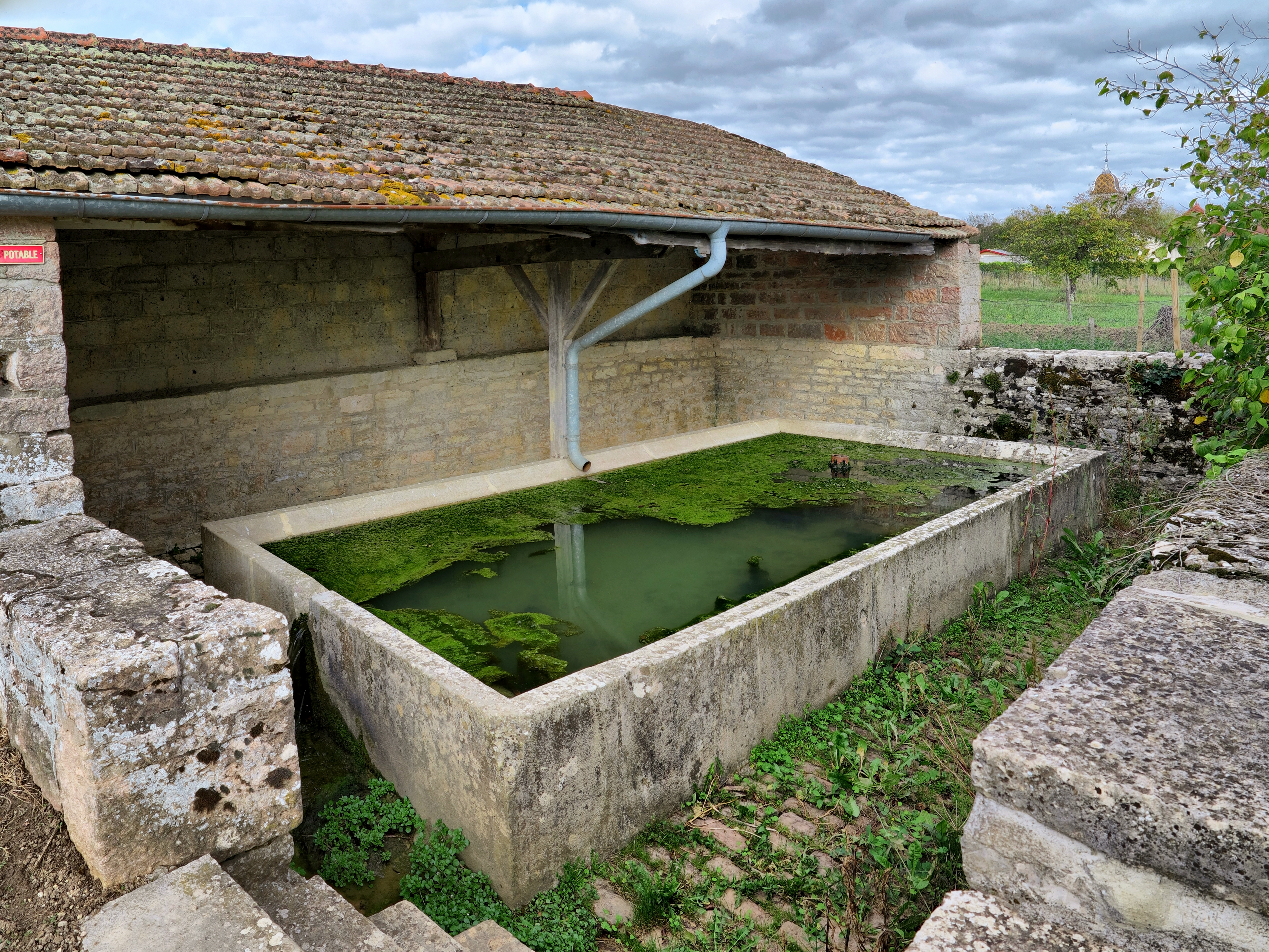
Lavoir
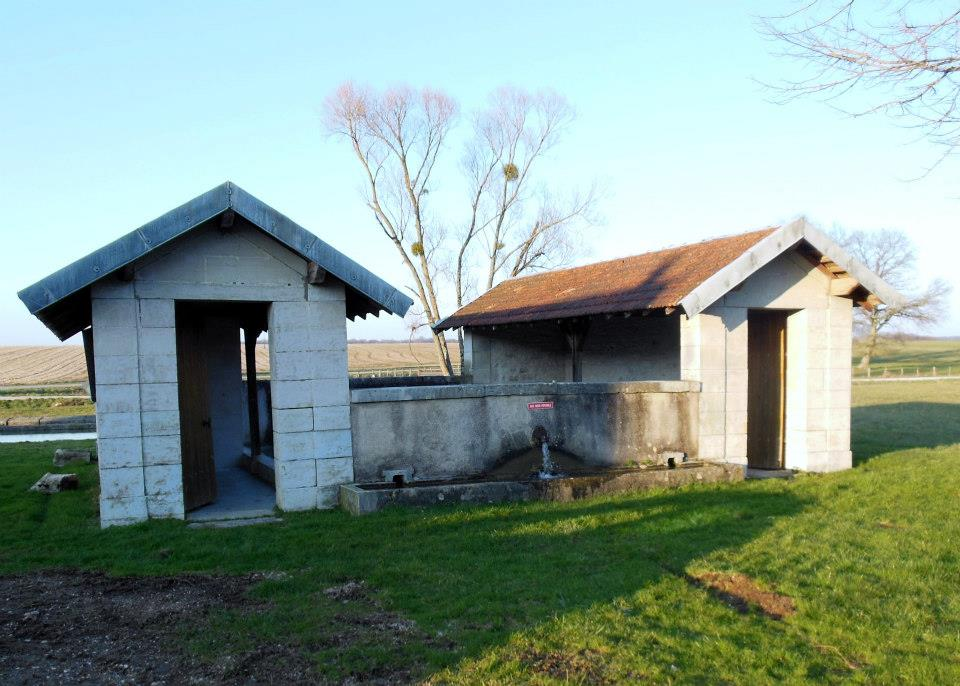
Lavoir de la tuilerie
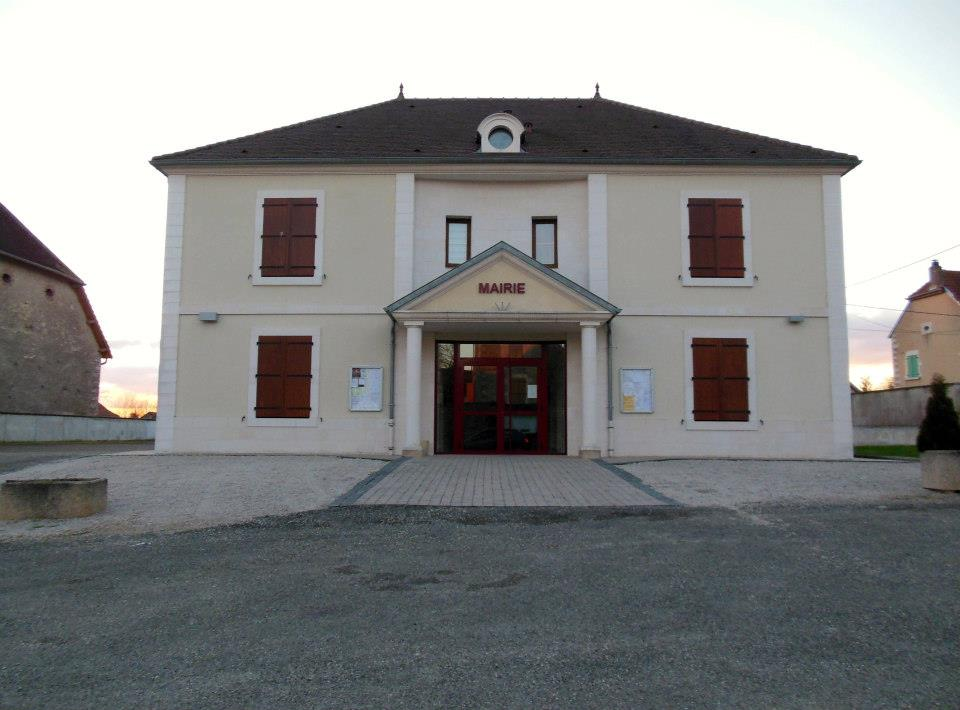
Mairie

## Héraldique
| Blason de Champagney | Blason  | De sinople à trois agneaux d'argent onglés de sable, le premier disparaissant sous un franc-quartier d'azur semé de billettes d'or et au lion du même brochant. |
| Blason de Champagney | Détails | Le statut officiel du blason reste à déterminer. |